# Eye of the Beholder
Eye of the Beholder (укр. Око Біголдера) — рольова відеогра, виготовлена компанією Westwood Studios та видана Strategic Simulations, Inc. у 1990 році у версії для DOS і пізніше спортована для Amiga, Sega CD та Super Nintendo Entertainment System.
Гра мала два продовження: Eye of the Beholder II: The Legend of Darkmoon (1991), та Eye of the Beholder III: Assault on Myth Drannor (1993).

## Ігровий процес
У грі використовується вид від першої особи з псевдотривимірною графікою. Інтерфейс розроблений для управління мишею. Протагоніст пересувається по локаціях з сітчатою розміткою. Є можливість не лише руху в чотирьох напрямках, а й повороту на 90 градусів. У верхній лівій частині екрана знаходиться невелике вікно, що відображає світ. Текстова область в нижній частині екрана використовується для відображення різних повідомлень. Якщо гравець не б'ється, відображається також компас.
Гравцеві доступно 6 рас при настройці персонажів, вибір статі, клас і характеристики. Для кожної раси список доступних класів різниться. Характеристики як сила, конституція, розум, спритність, харизма, мудрість — визначають і доступність класів. Расові модифікатори також впливають на ефективність персонажа в певних професіях. Персонажі мають свій світогляд (законний, нейтральний, хаотичний) і етику (добру, нейтральну, злу).

## Сюжет
Володарі міста Вотердіп найняли спеціальну команду, члени якої мають дослідити походження лихих створінь, що приходять у місто з-під землі. Мандрівка починається у міській каналізаційній системі, вихід з якої мандрівникам заблоковано через завал, влаштований таким собі Ксенетаром. Команда спускається глибше попід місто, потрапляє у лабіринти, населені гномами та темними ельфами, пробирається до лігва Ксенетара де і відбувається фінальна битва.

## Цікаві факти
PC версія має досить дивне закінчення: щойно головний лиходій гине від руки персонажів гравця, на екран виводиться невеличке синє віконце з текстовим повідомленням про те, що лиходій загинув, персонажі повернулись на поверхню де їх зустріли як героїв. На цьому гра закінчується, фінальний ролик відсутній. Причина цього полягає у тому, що для нього не залишилось місця на запланованих для гри п'яти дискетах 3.5", тож у Strategic Simulations, Inc. вирішили від нього відмовитись.